# Coco (album Parov Stelar)
Coco – dwypłytowy album Parov Stelar wydany w 2009 roku, inspirowany jazzem lat 20. XX wieku oraz swingiem. Pierwsza płyta to klimaty nu jazzowe, zaś druga CD to zebranie house'owych kawałków tego austriackiego DJ-a, do tej pory dostępnych jedynie na singlach.

## Lista utworów

### CD1
1. Coco (feat. Lilja Bloom) 3:01
2. Hurt 3:03
3. For Rose 3:11
4. True Romance (feat. Lilja Bloom) 3:20
5. Distance (feat. Lylith) 2:43
6. Wake Up Sister (feat. Max The Sax) 2:56
7. Let´s Roll (feat. Blaktroniks) 3:16
8. Sunny Bunny Blues (feat. Veda36) 3:06
9. Dandy (feat. Yola) 3:03
10. Your Man 3:16
11. Promises (feat. Klaus Hainy) 3:00
12. Letoile (feat. Max The Sax) 3:07
13. You And Me (feat. Lilja Bloom) 3:42
14. Data Track 4:46

### CD2
1. The Mojo Radio Gang (Radioversion) 2:41
2. Ragtimecat (feat. Lilja Bloom) 3:01
3. Silent Snow (Original Version) 5:12
4. Libella Swing 4:06
5. Catgroove 3:58
6. Matilda 3:24
7. The Flame 5:33
8. Fleur De Lille 5:17
9. Hotel Axos 5:35
10. Monster (Original Version) 5:15
11. Nosferatu (Original Version) 5:58
12. Starlight (Club Version) 4:58
13. The Mojo Radio Gang (Clubversion) 5:07